# Чжу Чжуань
Чжу Чжуань (по другим данным — Чжу Фу) (朱榑, 23 декабря 1364—1428) — китайский принц и военачальник, седьмой сын Чжу Юаньчжана, первого императора и основателя империи Мин. В 1370 году он получил титул принца Ци, а с 1382 года проживал в Цинчжоу провинции Шаньдун. В 1399—1403 и с 1406 года он были лишен своих титула и удела.

## Биография
Родился 23 декабря 1364 года в Нанкине. Седьмой сын Чжу Юаньчжана (1328—1398), первого императора Китая из династии Мин Хунъу (1368—1398). Его матерью была госпожа по фамилии Та, одна из второстепенных жен Чжу Юаньчжана. Чжу Юаньчжан в то время базировался в Нанкине и участвовал в восстании красных повязок как один из военачальников. В 1368 году Чжу Юаньчжан стал императором империи Мин и за несколько лет объединил Китай под своей властью. В мае 1370 года он пожаловал семерым своим сыновьям титулы принцев (ван), Чжу Чжуань стал принцем Ци (親王, Ци-ван).
В детстве Чжу Чжуань сблизился со своим четырёхлетним сводным братом Чжу Ди. В конце 1370-х он тренировался боевым искусствам вместе с другими принцами под Фынъяном. Достигнув совершеннолетия в 1382 году, он переехал в Цинчжоу в провинции Шаньдун, где руководил местными войсками. В 1390-е он принимал участие в командовании армиями династии Мин в приграничных столкновениях с монголами. Его отец (вместе с другими князьями) наказывал его за высокомерие и злоупотребление властью.
После воцарения второго минского императора Цзяньвэня в 1398 году новое правительство начало политику ограничения принцев. Одной из её жертв стал Чжу Чжуань, в июне 1399 года он был лишен титула и полномочий, помещён под домашний арест в Нанкине. После поражения Цзяньвэня в гражданской войне (Цзиннаньская кампания) и восшествия на престол Чжу Ди в качестве императора Юнлэ, в 1403 году Чжу Чжуань вернулся в Цинчжоу на свою старую должность.
Через несколько лет его вновь обвинили в буйном поведении. В 1406 году лишили княжеского сана и поместили под домашний арест в Нанкине.
Чжу Чжуань скончался в 1428 году. У него было пятеро сыновей, которые также умерли в заключении.